# Louis Spehek
Louis Spehek (rojen Alojzij Špehek), slovensko-ameriški harmonikar, * 29. maj 1884, Stari trg pri Ložu, tedaj Avstro-Ogrska, † 11. september 1960, Cleveland, Ohio, Združene države Amerike.
Velja za enega izmed pionirjev slovenske glasbe v Ameriki.

## Življenje in delo
Rojen je bil 29. maja 1884 v Starem trgu pri Ložu, očetu Janez Špehku in materi Neži roj. Pavlič. V ZDA je emigriral leta 1902, ko je prišel v Mansfield v Ohiu, ampak se je pozneje, leta 1905, zaradi večjega občinstva preselil v Cleveland.
Louis je prvič začel snemati že leta 1913, pozneje pa pri podjetju Victor Talking Machine Co. v Clevelandu leta 1924, kjer je pričel sodelovati z Mattom Hoyerjem in posnela sta dve 78-rpm plošči. Poleg igranja s Hoyerjem je posnel še eno ploščo s pevko Avgusto Danilovo. Leta 1928 je podpisal pogodbo s Columbia Phonograph Company in posnel šest 78-rpm plošč.
V lasti je imel podjetje za gradnjo ograj, bil pa je tudi prvi, ki je ameriškim Slovencem predstavil znameniti Povšter tanc ali Ples z blazino.
Ob njem sta pozneje igrala še njegova sina Louis in Frank. Spremljala sta ga na porokah, krstih in raznoraznih prireditvah.